# Verschmelzung (Psychologie)
Der Ausdruck Verschmelzung (englisch: fusion) wird in der Psychologie unterschiedlich gebraucht. In der Wahrnehmungspsychologie ist er definiert als die Verschmelzung einer Mehrzahl von Reizen zu einer Gesamtwahrnehmung, während er in entwicklungs- und tiefenpsychologischen Kontexten eher beschreibend für verschiedene psychische Verfassungen und Erlebensweisen gebraucht wird. Für die Philosophie charakterisiert Rudolf Eisler die psychische Verschmelzung als eine Form der Verbindung von Bewusstseinsinhalten, bei der die Elemente gegenüber dem Ganzen in den Hintergrund treten.

## Wahrnehmungspsychologie
Die experimentelle Wahrnehmungspsychologie konnte aufzeigen, dass eine Mehrzahl von Reizen zu einem Wahrnehmungsgesamt verschmilzt. So werden z. B. bei Geruchswahrnehmungen die einzelnen Sinnesreize nicht als solche wahrgenommen, sondern verschmelzen zu einem Gesamtgeruch. Die Verschmelzung kann sich auf gleichzeitig auftretende Reize beziehen, wie bei den gleichzeitig erklingenden Tönen eines Akkords oder auf schnell hintereinander auftretende Reize, wie beim Tastsinn oder Lichtreizen, die zu einer einheitlichen Tast- oder Lichtwahrnehmung verbunden werden.
Bei Wilhelm Wundt ist die Verschmelzung eine der psychischen Verbindungen, mit denen sich die psychischen Prozesskomponenten (Elemente) im Verlauf der Apperzeption verknüpfen. Als weitere Verbindungen nennt er Assimilation, Assoziation, Hemmung, Komplikation, Verdichtung, Verschiebung und Zergliederung. In seinem Werk Grundzüge der physiologischen Psychologie (1874) untersuchte er Verschmelzungen vor allem im Zusammenhang mit dem Tastsinn und den Gesichtsvorstellungen. In Grundriss der Psychologie (1896) setzt er sich verstärkt auch mit den Verschmelzungen im Bereich der Gehörsempfindungen auseinander. Übergreifend geht er davon aus, dass jede Vorstellung schon ein Verschmelzungsprodukt von Empfindungen sei und differenziert zwischen intensiven Verschmelzungen, bei denen sich nur gleichartige Empfindungen verbinden, und extensiven, die aus der Vereinigung ungleichartiger Empfindungen hervorgingen. Von vollkommener Verschmelzung spricht er, wenn die Elemente völlig hinter dem Ganzen zurücktreten. Im Unterschied zu Carl Stumpf definiert Wundt den Begriff der Verschmelzung als einen „rein psychologische[n] Begriff, dem in der Reihe der ‚Assoziationen‘ seine durch die angegebenen Merkmale bezeichnete Stelle anzuweisen ist“.
In der Musikpsychologie werden die polaren Begriffe Konsonanz und Dissonanz u. a. im Hinblick auf den Grad der Verschmelzung diskutiert. Vor dem Hintergrund experimenteller Untersuchungen gelangte Carl Stumpf Ende des 19. Jahrhunderts zu der Überzeugung, Konsonanz entstehe durch ein hohes Maß an Verschmelzung zweier Töne bzw. Verschmelzung zeige ein konsonantes Intervall an. Dabei suchte er das Wesen der Tonverschmelzung weniger im Psychologischen als vielmehr im Physiologischen. Aus neurowissenschaftlicher Sicht und unter Einbeziehung mathematischer Modelle werden die Ursachen der Tonverschmelzung in jüngerer Zeit in der Arbeitsweise eines neuronalen Autokorrelators zur Periodizitätsdetektion gesehen.
Unabhängig von neueren Erklärungsansätzen haben die Untersuchungen und Schlussfolgerungen Carl Stumpfs zum Phänomen der Konsonanz als Verschmelzung in der musikpsychologischen Literatur eine ungebrochene Tradition, so die Musikpsychologin Helga de la Motte-Haber, weil sich mit ihr der gestaltpsychologische Grundsatz, dass das Ganze mehr als die Summe der Teile sei, aufzeigen lasse. Diese Verbindung beschreibt u. a. der Gestaltpsychologe und Musikwissenschaftler Ernst Kurth, der dabei zeigen konnte, dass aus psychologischer Perspektive Verschmelzung relativ und variabel ist.

## Entwicklungspsychologie
Als symbiotische Verschmelzung wird in der Entwicklungspsychologie eine frühkindliche Entwicklungsphase des Säuglings beschrieben, die etwa bis zum ersten Halbjahr als normale Phase durchlebt wird. So beschrieb der österreichisch-amerikanische Säuglingsforscher René A. Spitz die frühe Mutter-Kind-Beziehung als „Symbiose“, die die vorgeburtliche „parasitäre“ Beziehung von Mutter und Kind ablöse. Die ungarisch-amerikanische Kinderanalytikerin Margaret Mahler beschrieb diese Phase dann näher als eine „symbiotische Phase“ der normalen Entwicklung, in der der Säugling sich – anknüpfend an die vorgeburtliche Erfahrung – noch als Teil der Mutter mit gemeinsamen Grenzen erlebe. Kann die Mutter sich durch Einfühlung und angemessene Befriedigung auf die kindlichen Bedürfnisse einstellen, so entstehe daraus das sogenannte „Urvertrauen“, welches ein Leben lang als Grundgefühl erhalten bleibt und somit als Ressource zur Resilienz beiträgt. Mahler vertrat dabei die Auffassung, dass dieser Phase des Erlebens eine sogenannte autistische Phase vorausgehe, die dann durch allmähliche Ablösung von der Mutter in der Individuation aufgehe. Auch der deutsch-amerikanische Entwicklungspsychologe Erik H. Erikson ging in seinem Phasenmodell der menschlichen Entwicklung von einer Phase der symbiotischen Verschmelzung im ersten Lebensjahr aus, in der sich im günstigen Fall ein „Urvertrauen“ und im ungünstigen ein „Urmisstrauen“ als Grundgefühl konstituiere.
Der britische Kinderanalytiker Donald Winnicott ging aufgrund seiner Kinderbeobachtungen davon aus, dass das Neugeborene zunächst mit der Mutter verschmolzen sei. Mutter und Säugling und mütterliche Fürsorge bildeten zusammen eine Einheit. Durch die Annahme des Kindes, das angemessene Eingehen auf seine Bedürfnisse und die psychische Präsenz der Mutter könne der Säugling eine „personale Existenz“ aufbauen, woraus ein Empfinden für eine „Kontinuität des Seins“ entstehe. Ist die frühkindliche Versorgung nicht ausreichend gut, können Entwicklung und Reifung des Ichs des Kindes eingeschränkt sein. Dabei geht Winnicott allerdings auch von der Mitwirkung eines „ererbten Potenzials“ aus. Im Hinblick auf die Entwicklung des Spiels beschreibt er die Verschmelzung als eine erste Phase der Beziehung, der die Phase des Verwerfens und Annehmens mit der Entstehung eines intermediären Raumes folge, darauf die des „Alleinseins in Gegenwart eines Anderen“ bis zur „Überschneidung zweier Spielbereiche“, die den Weg zum gemeinsamen Spiel bahne. Bei einem Mangel an Verschmelzungserlebnissen und Vertrauen könne der potenzielle (Spiel-)Raum nicht gefüllt werden, wodurch ein Gefühl der Leere entstehen könne oder das Kind psychologisch die Trennung von Selbst und Objektwelt nicht vollziehen könne.
Die neuere Säuglingsforschung relativiert die Vorstellung einer Phase der symbiotischen Verschmelzung zugunsten der in derselben Zeitspanne auch beobachtbaren Fähigkeit des Säuglings zur abgegrenzten Interaktion und zur Differenzierung einzelner Personen. Sie schlägt daher für diese Phase den Begriff „Selbst mit Anderen“ vor. Fred Pine, Mitwirkender des Buches Die psychische Geburt des Menschen, betont demgegenüber, dass der Säugling zwar in seiner Wahrnehmung in Phasen mäßiger bis mittlerer affektiver Erregung, auf die sich die Untersuchungen der neueren Säuglingsforschung beziehen, zwischen sich selbst und anderen unterscheiden könne, es aber in hoch affektiv besetzten Situationen immer wieder auch zu Verschmelzungserlebnissen komme, die als „formative Momente“ eine herausgehobene Bedeutung für die psychische Entwicklung hätten.

## Modelle der Tiefenpsychologie
Unabhängig von diesen entwicklungspsychologischen Diskursen bildet die Vorstellung einer frühkindlichen Verschmelzungserfahrung als menschliche Grundkonstante den Hintergrund für verschiedene psychologische Modelle. Sie taucht vor allem als Polarität von Verschmelzung versus Individualisierung bzw. Autonomie auf, die z. B. als grundlegender Konflikt menschlicher Existenz, im Kontext bestimmter Erkrankungen oder als Phasen in der Gruppentherapie diskutiert werden.
In seinem Modell der Behandlung narzisstischer Störungen verwendete Heinz Kohut den Begriff Verschmelzung durch Erweiterung des Größen-Selbst zur Bezeichnung einer der Formen der Übertragungsbeziehung, die im Zuge der Regression die therapeutische Beziehung in unterschiedlichen Behandlungsabschnitten prägen. Durch diese Wiederbelebung eines frühen Stadiums der primären Identität entstehe das „Erlebnis des Größen-Selbst, das zuerst regressiv seine Grenzen verwischt, um den Analytiker mit einzuschließen, und das dann, wenn diese Erweiterung seiner Grenzen erreicht ist, die relative Sicherheit dieser neuen, umfassenden Struktur für die Erfüllung gewisser therapeutischer Aufgaben benützt“. In dieser Phase der Regression kann es in der Gegenübertragung zum Empfinden der Bedrängung und des uneingeschränkten Beherrscht-Werdens kommen, die es zu reflektieren gilt. Kohut grenzt diese Form der Verschmelzung von der Verschmelzung mit einem idealisierten Selbstobjekt ab, welches einer späteren Phase zugehört, in der Selbst und Objekt schon deutlicher voneinander abgegrenzt sind. Außerdem stellt Kohut, zusammen mit seinem Schüler Ernest S. Wolf eine Typologie der Charakterbildungen narzisstischer Störungen auf und beschreibt dabei als einen Typus die „nach Verschmelzung hungernden Persönlichkeiten.“ Sie versuchten, auch in alltäglichen Beziehungen, ihre Selbstobjekte zu kontrollieren, um die ihnen fehlende Selbststruktur zu ersetzen. Deshalb könnten sie es in Beziehungen nicht ertragen, dass der andere unabhängig agiere oder sich trenne.
Otto F. Kernberg beschrieb Verschmelzungen in der therapeutischen Beziehung als ein häufig vorkommendes Phänomen in der Behandlung von Menschen mit Störungen, die in der frühen Kindheit wurzeln. Auch er geht davon aus, dass es sich dabei um „Wiederverschmelzung verinnerlichter Selbst- und Objektimagines [handelt], die aber hier auf einer Entwicklungsstufe eintritt, auf der die Ichgrenzen bereits stabilisiert sind. Es kommt dabei zur Verschmelzung von Idealselbst-, Idealobjekt- und Realselbstrepräsentanzen als Abwehr gegen unerträgliche reale Gegebenheiten im zwischenmenschlichen Beziehungsfeld, wobei dieser Prozeß gleichzeitig verbunden ist mit einer Entwertung und Zerstörung innerer Objektimagines und äußerer Objekte.“
Der Psychologe Bruno Waldvogel zeigte im Hinblick auf die Verschmelzung eine begriffliche Parallele zwischen den gestaltpsychologischen Verschmelzungsphänomenen von Figur und Grund und denen der Wiederverschmelzung von Selbst- und Objektrepräsentanzen in den Selbst- und Objektbeziehungstheorien auf. Er führte dies auf die ganzheitlichen Strukturen des Erlebens in der frühen Kindheit zurück.
Konkret beschrieb Karin Daecke aus gestalttherapeutischer Perspektive die Polarität von Autonomie versus Verschmelzung in der Arbeit mit esoterisch involvierten Patienten. Je unvereinbarer die Bedürfnisse nach Verschmelzung und Selbst- bzw. Autonomieentwicklung seien, desto fragiler sei die Entwicklungsbasis für das Gelingen der Autonomieentwicklung und desto stärker käme es zu pathologischen Abhängigkeiten im Kontext esoterischer Gruppen.
Für die Musiktherapie beschrieb Eva Terbuyken-Röhm vor dem Hintergrund der Selbstpsychologie Kohuts Verschmelzungstendenzen als eine häufiger zu beobachtende Form der Übertragung bei akut psychiatrischen Patienten und wie diese, mit Hilfe des Musikgenusses, selbst unter den Bedingungen einer geschlossenen psychiatrischen Station in der Akutpsychiatrie therapeutisch genutzt werden könne. Durch die musikalische Form könnten die Verschmelzungserfahrungen dabei so reguliert werden, dass sie für psychotische Patienten nicht als bedrohlich erlebt werden.
Auch Sabine Dührsen beschrieb aus der Arbeit mit psychotisch Erkrankten eine „partiell-funktionelle Verschmelzung“ als notwendige Übergangsphase auf dem Weg zu einer dialogischen Auseinandersetzung.